# Campeonato Brasileiro Série B 2018
Die Campeonato Brasileiro Série B 2018 war die 37. Spielzeit der zweiten Fußballliga Brasiliens.
Der Wettbewerb startete am 13. April 2018 in seine Saison und endete am 24. November 2018. Die Meisterschaft wurde vom nationalen Verband CBF ausgerichtet. Der Fortaleza EC konnte am Ende der Saison die Meisterschaft feiern.

## Teilnehmer
Die Teilnehmer waren:
| Bundesstaat       | Klub                    | Qualifikation    | Ergebnis | Meistertitel   |
| ----------------- | ----------------------- | ---------------- | -------- | -------------- |
| Alagoas           | CS Alagoano             | 1. Série C 2017  | 2. ▲     | 0              |
| Alagoas           | Clube de Regatas Brasil | 15. Série B 2017 | 12.      | 0              |
| Ceará             | Fortaleza EC            | 2. Série C 2017  | 1. ▲     | 0              |
| Goiás             | Atlético Goianiense     | 20. Série A 2017 | 6.       | 1 (2017)       |
| Goiás             | Goiás EC                | 14. Série B 2017 | 4. ▲     | 2 (1999, 2012) |
| Goiás             | Vila Nova FC            | 7. Série B 2017  | 7.       | 0              |
| Mato Grosso       | Sampaio Corrêa FC       | 4. Série C 2017  | 18. ▼    | 1 (1972)       |
| Minas Gerais      | Boa EC                  | 10. Série B 2017 | 20. ▼    | 0              |
| Pará              | Paysandu SC             | 11. Série B 2017 | 17. ▼    | 2 (1991, 2001) |
| Paraná            | Coritiba FC             | 17. Série A 2017 | 10.      | 2 (2007, 2010) |
| Paraná            | Londrina EC             | 5. Série B 2017  | 8.       | 1 (1980)       |
| Rio Grande do Sul | Grêmio Esportivo Brasil | 8. Série B 2017  | 11.      | 0              |
| Rio Grande do Sul | EC Juventude            | 9. Série B 2017  | 19. ▼    | 1 (1994)       |
| Santa Catarina    | Avaí FC                 | 18. Série A 2017 | 3. ▲     | 0              |
| Santa Catarina    | Criciúma EC             | 13. Série B 2017 | 14.      | 1 (2002)       |
| Santa Catarina    | Figueirense FC          | 12. Série B 2017 | 15.      | 0              |
| São Paulo         | Guarani FC              | 16. Série B 2017 | 9.       | 1 (1981)       |
| São Paulo         | Oeste FC                | 6. Série B 2017  | 16.      | 0              |
| São Paulo         | AA Ponte Preta          | 19. Série A 2017 | 5.       | 0              |
| São Paulo         | EC São Bento            | 3. Série C 2017  | 13.      | 0              |

## Saisonverlauf
Die vier Besten stiegen in die erste Liga 2019 auf. Die vier schlechtesten stiegen in die Série C 2019 ab.

## Tabelle
| Pl. | Verein                  | Sp. | S  | U  | N  | Tore    | Diff. | Punkte |
| --- | ----------------------- | --- | -- | -- | -- | ------- | ----- | ------ |
| 1.  | Fortaleza EC (C)        | 38  | 21 | 8  | 9  | 054:330 | +21   | 71     |
| 2.  | CS Alagoano (C)         | 38  | 17 | 11 | 10 | 051:370 | +14   | 62     |
| 3.  | Avaí FC (A)             | 38  | 16 | 13 | 9  | 050:320 | +18   | 61     |
| 4.  | Goiás EC                | 38  | 18 | 6  | 14 | 054:500 | +4    | 60     |
| 5.  | AA Ponte Preta (A)      | 38  | 16 | 12 | 10 | 042:300 | +12   | 60     |
| 6.  | Atlético Goianiense (A) | 38  | 16 | 11 | 11 | 057:510 | +6    | 59     |
| 7.  | Vila Nova FC            | 38  | 14 | 15 | 9  | 041:360 | +5    | 57     |
| 8.  | Londrina EC             | 38  | 15 | 10 | 13 | 045:420 | +3    | 55     |
| 9.  | Guarani FC              | 38  | 14 | 12 | 12 | 044:390 | +5    | 54     |
| 10. | Coritiba FC (A)         | 38  | 13 | 13 | 12 | 040:440 | −4    | 52     |
| 11. | Grêmio Esportivo Brasil | 38  | 13 | 11 | 14 | 036:350 | +1    | 50     |
| 12. | Clube de Regatas Brasil | 38  | 12 | 12 | 14 | 035:390 | −4    | 48     |
| 13. | EC São Bento (C)        | 38  | 11 | 14 | 13 | 041:410 | ±0    | 47     |
| 14. | Criciúma EC             | 38  | 11 | 14 | 13 | 045:490 | −4    | 47     |
| 15. | Figueirense FC          | 38  | 11 | 13 | 14 | 048:510 | −3    | 46     |
| 16. | Oeste FC                | 38  | 9  | 19 | 10 | 036:400 | −4    | 46     |
| 17. | Paysandu SC             | 38  | 10 | 13 | 15 | 042:530 | −11   | 43     |
| 18. | Sampaio Corrêa FC (C)   | 38  | 10 | 8  | 20 | 032:470 | −15   | 38     |
| 19. | EC Juventude            | 38  | 7  | 14 | 17 | 027:480 | −21   | 35     |
| 20. | Boa EC                  | 38  | 7  | 9  | 22 | 026:490 | −23   | 30     |

| (A) | Absteiger aus Série A 2017  |
| (C) | Aufsteiger aus Série C 2017 |

## Torschützenliste
| Pl. | Nat.        | Spieler          | Klub                    | Tore |
| --- | ----------- | ---------------- | ----------------------- | ---- |
| 1   | Brasilianer | Dagoberto        | Londrina EC             | 17   |
| 2   | Brasilianer | Lucão            | Goiás EC                | 16   |
| 3   | Brasilianer | Gustavo Henrique | Fortaleza EC            | 14   |
| 4   | Brasilianer | Renato           | Avaí FC                 | 12   |
| 5   | Brasilianer | André Luis       | AA Ponte Preta          | 11   |
|     | Brasilianer | Alan Mineiro     | Vila Nova FC            | 11   |
|     | Brasilianer | Willians         | Clube de Regatas Brasil | 11   |
| 8   | Brasilianer | Elton            | Figueirense FC          | 10   |
|     | Brasilianer | Rafinha          | Guarani FC              | 10   |
| 10  | Brasilianer | Júnior Brandão   | Figueirense FC          | 9    |
|     | Brasilianer | Guilherme Parede | Coritiba FC             | 9    |

### Hattrick
| Spieler     | Klub                    | Gegner              | Ergebnis | erzielte Tore             | Spieltag | Quelle |
| ----------- | ----------------------- | ------------------- | -------- | ------------------------- | -------- | ------ |
| Willians    | Clube de Regatas Brasil | Atlético Goianiense | 3:1      | 10′, 12′, 40′             | 4.       | [ 1 ]  |
| Dagoberto   | Londrina EC             | Atlético Goianiense | 4:1      | 10′, 45′, 54′ (Strafstoß) | 24.      | [ 2 ]  |
| Neto Berola | CS Alagoano             | EC Juventude        | 4:0      | 64′, 68′, 84′             | 38.      | [ 3 ]  |

## Vorlagengeberliste
| Pl. | Nat.        | Spieler            | Verein              | Vorlagen | Tore | Spiele |
| --- | ----------- | ------------------ | ------------------- | -------- | ---- | ------ |
| 1   | Brasilianer | Júlio César        | Atlético Goianiense | 9        | 8    | 36     |
|     | Brasilianer | Giovanni Piccolomo | Goiás EC            | 9        | 5    | 33     |
| 3   | Brasilianer | Danilo             | AA Ponte Preta      | 8        | 3    | 32     |
|     | Brasilianer | Élvis              | Criciúma EC         | 8        | 4    | 31     |
|     | Brasilianer | Michael            | Goiás EC            | 8        | 7    | 33     |
|     | Brasilianer | Renato             | Avaí FC             | 8        | 12   | 33     |
| 7   | Brasilianer | Mateus Anderson    | Vila Nova FC        | 7        | 3    | 36     |
|     | Brasilianer | Renan Mota         | Figueirense FC      | 7        | 3    | 28     |